# Rättviks samrealskola
Rättviks samrealskola var en realskola i Rättvik verksam från 1937 till 1965.

## Historia
Skolan inrättades 1931 som en högre folkskola, vilken 1 januari 1937 ombildades till en kommunal mellanskola. Denna ombildades från 1946 successivt till Rättviks samrealskola. 
Realexamen gavs från 1937 till 1965. 